# رستم و سهراب-قسمت اول (آلبوم)
 رستم و سهراب-قسمت اول نام یک آلبوم موسیقی اثر لوریس چکناواریان، هنرمند ایرانی است که در سبک سمفونی تهیه شده و دارای ۱۶ آهنگ است.

## فهرست آهنگ‌ها
| ردیف | آهنگ                                      |
| ۱    | prelude                                   |
| ۲    | prayer to the lord                        |
| ۳    | introduction to rostam and sohrab         |
| ۴    | scene 1                                   |
| ۵    | festive dance                             |
| ۶    | postlude to festival                      |
| ۷    | interlude                                 |
| ۸    | scene 2                                   |
| ۹    | the love scene                            |
| ۱۰   | postlude to the love scene                |
| ۱۱   | scene 3                                   |
| ۱۲   | confrontation between sohrab and tahmineh |
| ۱۳   | tahmineh tells sohrab about his father    |
| ۱۴   | sohrab plans war against iran             |
| ۱۵   | scene 4                                   |
| ۱۶   | sohrab at war                             |